# Manual Digest
El libro Manual Digest, escrito en 1748 por Antoni Fiter i Rossell, es la compilación de la historia, el gobierno y los usos y costumbres de Andorra. El nombre completo de la obra es Manual Digest de las Valls neutras de Andorra, en lo qual se tracta de sa Antiguitat, Govern y Religio, de sos Privilegis, Usos, Preeminencias y Prerrogativas aunque popularmente se le conoce como la Biblia andorrana.
En el Manual Digest están transcritos los archivos históricos andorranos, empezando por los documentos de Carlomagno y de Ludovico Pío. Además, recoge toda una serie de dichos y normas morales bajo la denominación de "máximas". Es una continuación del tradicional Derecho consuetudinario catalán, basado en el derecho romano y canónico e iniciado en los Usatges de Barcelona.
El manuscrito original se conserva en la casa solariega Fiter-Riba, antes Rossell, en Ordino de donde era hijo Antoni Fiter i Rossell. Existen dos copias más, una en el "armario de las siete llaves" de la Casa de la Vall de Andorra la Vieja y la otra en el obispado de la Seo de Urgel.
En 1763, mosén Antoni Puig, realizó otra versión más simple llamada Politar Andorrà.